# Галлициен
Галлициен (нем. Gallizien) — община (нем. Gemeinde) в Австрии, в федеральной земле Каринтия. Входит в состав округа Фёлькермаркт.
Население составляет 1803 человека (на 31 декабря 2005 года). Занимает площадь 46,8 км². Официальный код  —  2 08 06.

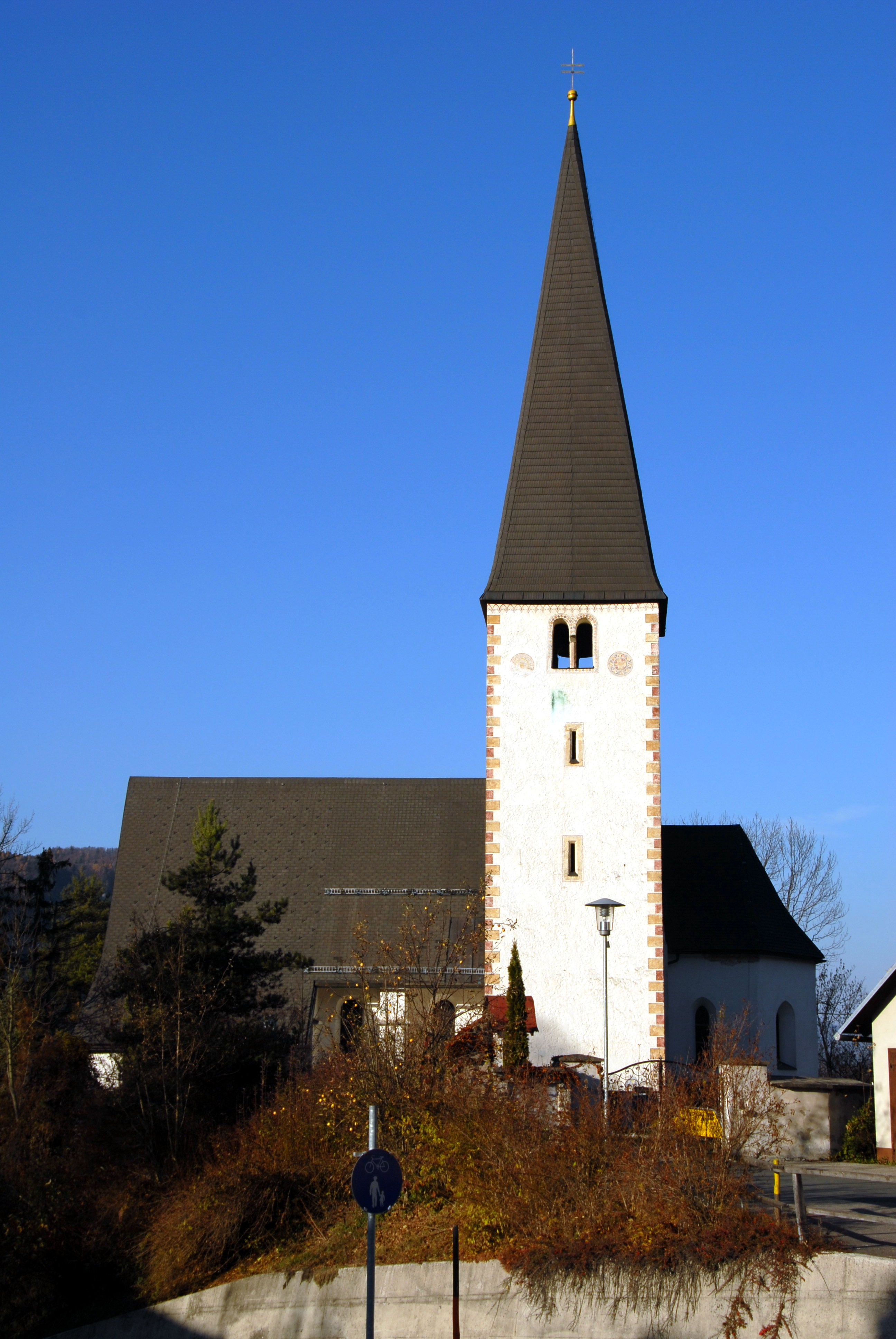
Галлициен

## Политическая ситуация
Бургомистр общины — Рудольф Томашиц (СДПА) по результатам выборов 2003 года.
Совет представителей общины (нем. Gemeinderat) состоит из 15 мест:
- СДПА занимает 8 мест;
- АНП занимает 5 мест;
- Партия EL занимает 1 место;
- АПС занимает 1 место.